# Vincent Browne

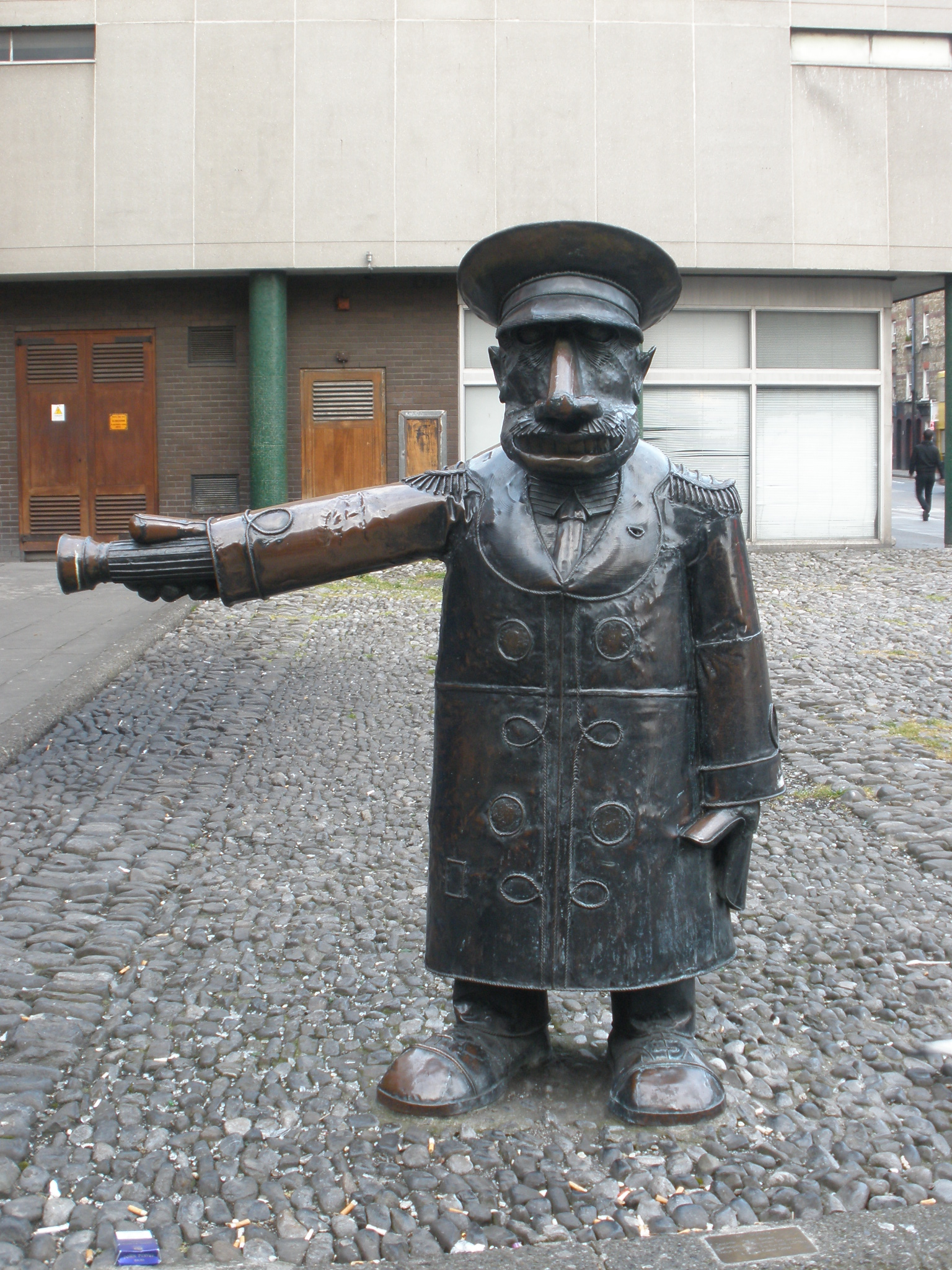
Statue eines Kino-Platzanweisers: Skulptur "Mr. Screen" von Vincent Browne vor dem Screen Cinema in Dublin

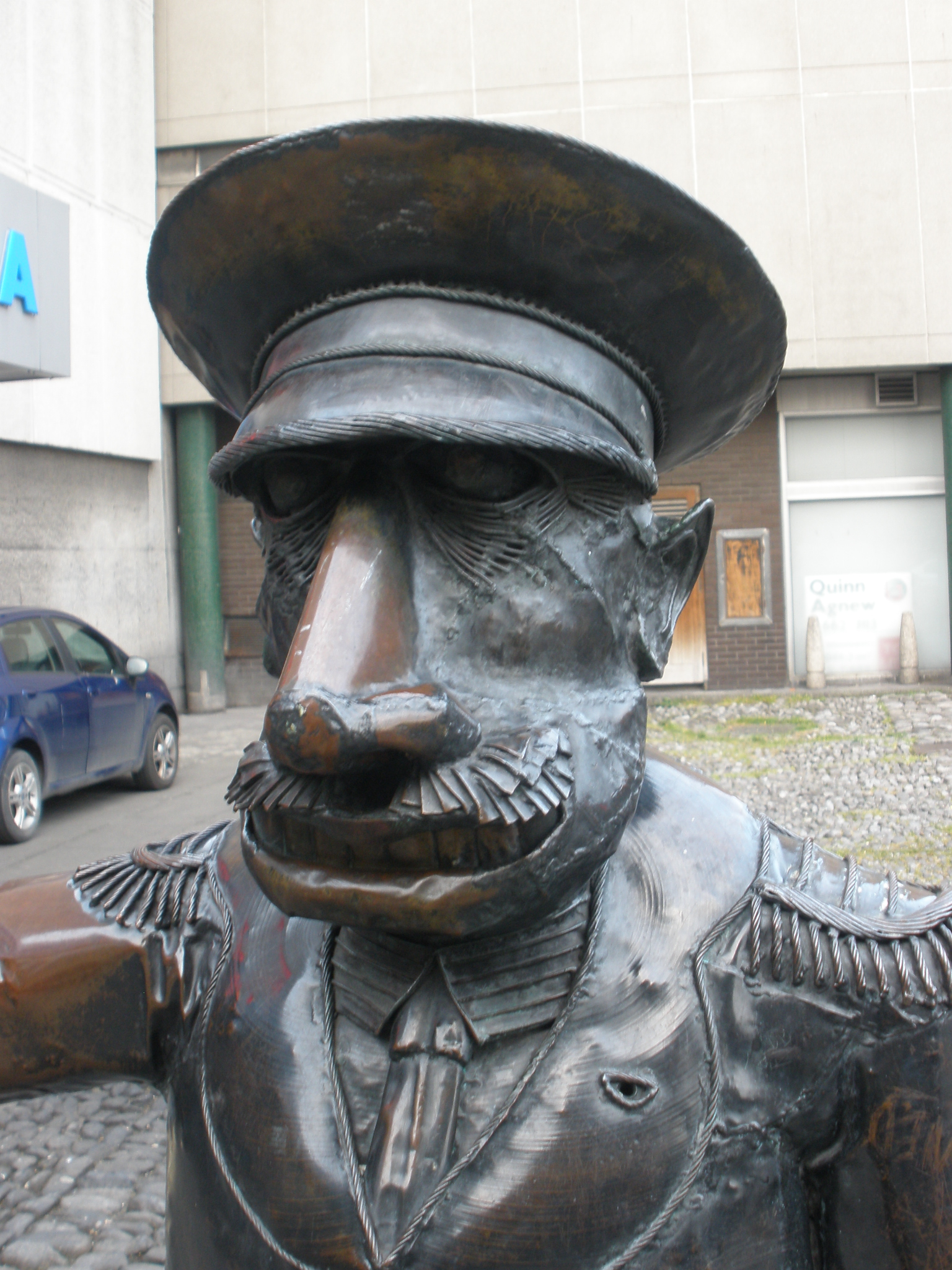
Großaufnahme des Kopfs von Mr. Screen

Vincent Browne (* 1947 in Dublin) ist ein irischer Bildhauer.

## Leben
Browne wurde 1947 in Dublin geboren. Er studierte am National College of Art & Design und der Jan van Eyck Akademie, Maastricht (Limburg) in den Niederlanden. Er vertrat Irland anlässlich der siebten Internationalen Kleinplastiken-Ausstellung (International Small Sculptures Show) 1987 in Budapest, Ungarn. 
Browne ist Mitglied in der Vereinigung irischer Künstler Aosdána.

## Ausstellungen, Preise
Brown gewann dreimal den „Oireachtas Gold Medal for sculpture“ (1974, 1985, 1986), den Waterford Glass-Prize (1992) und erhielt mehrere Stipendien und andere Auszeichnungen.
Mit dem „Maritime Piece“ in Wicklow hat er den Concrete Society of Ireland Sculpture Award 1993 gewonnen.
Einzelausstellungen von ihm wurden unter anderem in der "Castletymon Library" (1990) und der "Blanchardstown Library" (1991) veranstaltet. Im Herbst 2002 beteiligte er sich an der Sculpture in Context (group show) im Botanischen Garten in Dublin.

## Besondere Werke
Er hat unter anderem die beliebte Skulptur Mr. Screen geschaffen. Diese Skulptur steht vor dem Screen Cinema an der Kreuzung der Hawkins Street zur Townsend Street in Dublin.
Im Auftrag der öffentlichen Hand schuf er auch das Anti-War Memorial (Anti-Kriegsdenkmal) in Limerick (1987) und die Bronze „Palm Tree seat“ in Temple Bar in Dublin.